# Gustavo Petro Urrego
Gustavo Petro Urrego   (Ciénaga de Oro, 19 d'abril de 1960) és un polític i economista colombià que actualment exerceix la presidència del país i és el primer polític progressista a fer-ho en la història.

## Biografia
Fill del docent Gustavo Petro i de Clara Nubia Urrego, va ser batejat Gustavo Francisco en honor del seu pare i el seu avi. Quan cursava segon grau, la seva família es va traslladar a Zipaquirá, on va estudiar al Col·legi Nacional de La Salle de Zipaquirá i va fundar el periòdic anomenat Carta al Pueblo i un centre cultural anomenat Gabriel García Márquez. Durant aquesta etapa, Petro va començar a reunir-se amb moviments sindicalistes i obrers de Zipaquirá. Llicenciat per la Universitat Externado de Colòmbia, va ocupar diversos càrrecs públics a Zipaquirá. En la seva joventut va formar part de la guerrilla de l'M-19.
Va ser votat en diverses eleccions legislatives colombianes pel Pol Democràtic Alternatiu, entre elles, la de Senador de la República, càrrec a què va accedir en les eleccions del 2006 amb la tercera votació del país. El 2009 va renunciar al seu càrrec per aspirar a la Presidència de Colòmbia en les eleccions del 2010 en representació de la mateixa col·lectivitat.
Després de diferències ideològiques amb els líders del Pol Democràtic Alternatiu, va fundar el Moviment Progressistes per competir per l'alcaldia de Bogotà. El 30 d'octubre de 2011 va ser escollit Alcalde Major de Bogotà en les eleccions locals, càrrec que va assumir l'1 de gener de 2012, i de què va ser desposseït breument el 2014 per una acció administrativa que fou revertida pel president Juan Manuel Santos.
El 17 de juny de 2018, va perdre en la segona volta presidencial, tot i obtenir 8.034.189 vots, contra Iván Duque Márquez en la votació més alta en la història d'una segona volta presidencial a Colòmbia.

### President de Colòmbia
En les eleccions presidencials colombianes de 2022 del 29 de maig va ser el candidat més votat, rebent més de vuit milions i mig de vots i el 40 % total de la votació, fet que li va donar accés a la segona volta electoral. En la celebració d'aquesta, Gustavo Petro es va imposar a Rodolfo Hernández Suárez, rebent onze milions de vots (el 50,44% de la votació). Per tant, va ser nomenat president electe de Colòmbia, el primer de centre-esquerra en més de 200 anys de vida republicana i el més votat de la història del país.
Petro presentà la proposta de Pau Total, realitzà reformes a la Força Pública i es dugueren a terme diàlegs de pau i s'acordà un alto el foc amb l'Exèrcit d'Alliberament Nacional (ELN) des de l'agost de 2023, les dissidències de les Forces Armades Revolucionàries de Colòmbia-EP, el Clan del Golf i els Pachenca i/o Autodefenses de la Serra Nevada, entre d'altres grups. El conflicte es va desescalar, però van persistir les matances, assassinats de líders socials, segrestos i desplaçament continuen a diverses regions del país. L'alto al foc amb l'ELN va acabar el 3 d'agost de 2024 sense que les delegacions arribessin a acords, i el president va suspendre el diàleg a principis de 2025.

## Família
És pare de cinc fills: Nicolás, de la seva relació amb Katia Burgos; Andrés i Andrea, de la seva relació amb Mary Luz Herrán (ex-combatent de l'M-19); Sofia i Antonella, de la seva relació amb la seva actual esposa, Verónica Alcocer, qui, al seu torn, té un fill anomenat Nicolás.